# Neodexiopsis ovata
Neodexiopsis ovata är en tvåvingeart som först beskrevs av Stein 1898.  Neodexiopsis ovata ingår i släktet Neodexiopsis och familjen husflugor. Inga underarter finns listade i Catalogue of Life.